# Rosse baardbuulbuul
De rosse baardbuulbuul (Alophoixus ochraceus; synoniem: Criniger ochraceus) is een zangvogel uit de familie Pycnonotidae (buulbuuls).

## Verspreiding en leefgebied
Deze soort komt voor in het zuidoosten van Azië en telt acht ondersoorten:
- A. o. hallae: zuidelijk Vietnam.
- A. o. cambodianus: zuidoostelijk Thailand en zuidwestelijk Cambodja.
- A. o. ochraceus: zuidelijk Myanmar en zuidwestelijk Thailand.
- A. o. sordidus: centraal Maleisië.
- A. o. sacculatus: zuidelijk Maleisië.
- A. o. sumatranus: westelijk Sumatra.

## Status
De grootte van de populatie is niet gekwantificeerd maar de soort wordt omschreven als plaatselijk algemeen in het grootste deel van zijn verspreidingsgebied en zeer algemeen in zuidelijk Myanmar. Op de Rode lijst van de IUCN heeft deze soort de status niet bedreigd.